# Basilicio Saravia
Basilicio Saravia da Rosa o Basilisio Saravia da Rosa (Cerro Largo, 2 de marzo de 1853 - Montevideo, 14 de marzo de 1916) fue un militar y político del Partido Colorado
de Uruguay. Era hermano del caudillo del Partido Nacional Aparicio Saravia.

## Biografía
Basilicio Saravia fue el segundo hijo de los trece que tuvo el matrimonio de Francisco Saraiva Caneda, apodado "Chico", y Propicia (o Pulpicia) da Rosa. Nació en la estancia familiar de Pablo Páez el 2 de marzo de 1853. Fue bautizado en territorio brasileño, según costumbre que muchos inmigrantes de ese país conservaban. Tuvo una educación bastante esmerada y era, de todos los hermanos, el que manejaba mejor los números y los aspectos comerciales. Al apreciar la facilidad de Basilicio para los números, su padre lo puso al frente de un almacén en la zona de Cañada Brava. En esa actividad fue socio de su hermano Antonio Floricio, apodado "Chiquito".
Se declaró colorado desde que entró en la adolescencia y a los 17 años entró al Ejército para combatir contra la Revolución de las Lanzas, en cuyas filas luchaban sus hermanos Gumersindo y Aparicio. Se incorporó a las tropas de Pedro Ramírez, en Chafalote y pronto se le reconoció el grado de alférez de Guardias Nacionales. Fue gravemente herido en la retirada de El Cordobés y fue necesario trasladarlo a Montevideo, donde se le extrajo la bala. En plena campaña, mantuvo una entrevista con su hermano Gumersindo, que luchaba en las fuerzas revolucionarias. Sirvió hasta el final del conflicto, cuando regresó a su casa y a su negocio. Ostentaba en ese momento el grado de teniente 2.º de Guardias Nacionales.
El 14 de marzo de 1874 contrajo enlace, en la capilla de Santa Clara de Olimar, con su prima hermana Elvira Cristina da Rosa. Tuvo con ella 8 hijos: Pedro, Carlos, Elisa, Cristino, Ciriaco, Cecilio, Susana y Carmelo. En 1880 falleció su madre, Propicia da Rosa, y en 1893 su padre, don Chico, que dejó a todos sus hijos grandes extensiones de tierra. A Basilicio le correspondió una estancia en Corrales del Parao, donde residía, con 14.000 cuadras. Además poseía otra estancia, sobre el arroyo Leoncho, de 7400 cuadras, y una serie de lotes de campo más que completaban las 40.000 cuadras.
Antes del estallido de la revolución de 1897 enviudó y contrajo enlace en segundas nupcias con Jovelina Barrios. Tuvo con ella 12 hijos: María, Eustasio, Timoteo, Dacila, Gumersindo, Alcántaro, Sensata, Hildara, Elena, Nelsa, Pulpicia y Amelia.
Cuando Gumersindo, en 1893, se sumó a la revolución federalista riograndense, quiso llevar consigo a Basilicio, pero este no fue.
Al asumir Juan Idiarte Borda a la presidencia de la República, Basilicio comenzó a desarrollar una intensa actividad política. Organizó la opinión colorada de la zona de Cerro Largo y Treinta y Tres, convocando asambleas y hablando en actos públicos, con lo que comenzó a sentar una imagen de caudillo de creciente influencia. Cuando Aparicio y Chiquito iniciaron su levantamiento de 1896 Basilicio fue convocado al Ejército y se le otorgó el grado de teniente coronel de Guardias Nacionales. Hizo toda la campaña contra el levantamiento de 1897, en la que lo acompañaron sus cinco hijos varones de más edad. En el mes de junio fue designado Comandante Militar de Treinta y Tres, manteniendo ese cargo hasta el final de la guerra.
A partir del 5 de mayo, cuando recibió una carta muy hostil de Aparicio, se produjo el intercambio de correspondencia entre los dos hermanos. Luego de la batalla de Aceguá ocurrida el 8 de julio, y aprovechando una tregua de 16 días, Basilicio y Aparicio mantuvieron varias charlas personales en la que las distancias políticas volvieron a ceder ante los recuerdos comunes y la memoria de Chiquito.
Luego de firmado el Pacto de la Cruz, Basilicio se compró una imprenta con la que financió la salida de un periódico colorado en Treinta y Tres. Rodeado de jefes políticos del Partido Nacional, alternó la atención de sus negocios e intereses con una intensa actividad proselitista, que le dio perfil de caudillo. Luego de la elección de José Batlle y Ordóñez como presidente y de la "protesta armada", Basilicio fue designado Comandante Militar de Treinta y Tres, cargo que ocupaba cuando estalló la revolución de 1904. Le tocó proteger la retirada del Ejército del Sur después de la acción de Las Pavas; participó en la batalla de Paso del Parque y tuvo un destacado desempeño en la gran batalla de Tupambaé, en la que ocupó la jefatura de la vanguardia de las huestes coloradas que comandaba Pablo Galarza. Durante toda la campaña tuvo como secretario a Luis Hierro Riverós, padre del político batllista Luis Hierro Gambardella.
Luego de la batalla de Masoller y de la muerte de Aparicio, se le encargó la tarea de coordinar una redistribución de fuerzas sobre el terreno, que evitase inútiles derramamientos de sangre. Finalizadas las contiendas civiles, Basilicio fue incorporado al ejército de línea con el grado de coronel, pero se dedicó fundamentalmente a su familia y al cuidado de sus intereses. A partir de mediados de la primera década del siglo XX comenzó a padecer del corazón.
Cuando algunos jefes del Partido Nacional (su sobrino Nepomuceno entre ellos) iniciaron en 1910 un alzamiento con el objetivo de
evitar una segunda presidencia de José Batlle y Ordóñez, el gobierno de Claudio Williman lo designó Jefe Político y de Policía de Treinta y Tres, cargo que conservó hasta diciembre de 1914. El 1 de julio de 1912 fue ascendido a general de brigada y, en 1914, se le designó jefe de la Zona Militar N.º 2. Su dolencia cardiaca se agravó en los últimos tiempos de su vida, y falleció en Montevideo, el 14 de marzo de 1916.
En 1943 se erigió un monumento ecuestre que evoca su memoria en Santa Clara de Olimar, en cuyo cementerio están enterrados sus hermanos Aparicio y Chiquito.